# طوكيو (اليابان)
طوكيو (باليابانية: 東京) هي مدينة عالمية، ومركز مالي، في اليابان، تقع في طوكيو، وهي عاصمتها، بلغ عدد سكانها 9,272,565 نسمة وذلك حسب إحصائيات سنة 2015، تبلغ مساحتها 622 كيلومتر مربع.

## مدن توأم
المدن التوأم:
- القاهرة.

## أعلام
- شينيتشيرو توموناغا
- ياسوجيرو أوزو
- كارو إيشيكاوا
- كييتشي ميازاوا
- ناوكي ماتسودا
- فوك ناغانو
- يوكيو ميشيما
- موموكو كوتشي
- أوسامو تيزوكا
- ريونوسكي أكوتاغاوا